# Дискография Энрике Иглесиаса
Дискография испанского поп-певца Энрике Иглесиаса.
Иглесиас выпустил 9 студийных альбомов, 5 компиляций и 45 синглов. Его альбомы разошлись тиражом около 60 млн экземпляров.

## Студийные альбомы

### На испанском языке
| Год выпуска | Информация                                                                                              | Сертификация                                                                        |
| ----------- | --- | ----------------------------------------------------------------------------------- |
| 1995        | Enrique Iglesias - первый и испаноязычный студийный альбом - дата выпуска: 21 ноября 1995 - формат: CD  | - платиновый диск в США - четырежды платиновый в Испании - золотой диск в Мексике   |
| 1997        | Vivir - второй и испаноязычный студийный альбом - дата выпуска: 28 января 1997 - формат: CD             | - платиновый диск в США                                                             |
| 1998        | Cosas Del Amor - третий и испаноязычный студийный альбом - дата выпуска: 22 октября 1998 - формат: CD   | - золотой диск в США - платиновый диск в Мексике                                    |
| 2002        | Quizas - четвёртый испаноязычный и шестой студийный альбом - дата релиза: 17 сентября 2002 - формат: CD | - четырежды платиновый в США - платиновый диск в Испании - золотой диск в Аргентине |

### На английском языке
| Год выпуска | Обложка | Информация | Продажи и сертификация |
| ----------- | --- | --- | ---------------------- |
| 1999        | Enrique - первый англоязычный и четвёртый студийный альбом - дата выпуска: 23 ноября 1999 - формат: CD                       | - платиновый диск в США - пять раз платиновый диск в Канаде - дважды платиновый в Европе                                                                 |                        |
| 2001        | Escape - второй англоязычный и пятый студийный альбом - дата выпуска: 30 октября 2001 - формат: CD                           | - трижды платиновый диск в США - пять раз платиновый в Канаде - дважды платиновый в Европе - пять раз платиновый в Австралии                             |                        |
| 2003        | 7 - третий англоязычный и седьмой студийный альбом - дата выпуска: 25 ноября 2003 - формат: CD                               | - платиновый диск в Канаде - платиновый диск в Австралии - золотой диск в России                                                                         |                        |
| 2007        | Insomniac - четвёртый англоязычный и восьмой студийный альбом - дата выпуска: 12 июля 2007 - формат: CD, цифровое скачивание | - Общий объём продаж: 5,8 млн экземпляров - Продажи в США: 0,5 млн экземпляров - Продажи в Европе: 2 млн экземпляров - пять раз платиновый диск в России |                        |

### Двуязычные альбомы
| Год выпуска | Обложка | Информация                                                       | Продажи и сертификация |
| ----------- | --- | ---------------------------------------------------------------- | ---------------------- |
| 2010        | Euphoria - первый двуязычный студийный альбом - дата выпуска: 5 июля 2010 - формат: CD, цифровое скачивание | - Общий объём продаж: - - Продажи в США: - - Продажи в Европе: - |                        |

## Сборники
| Год выпуска | Обложка | Информация                                                                                         | Сертификация |
| ----------- | --- | -------------------------------------------------------------------------------------------------- | ------------ |
| 1998        | Remixes - сборник ремиксов - дата выпуска: 5 мая 1998 - формат: CD                                                       | |              |
| 1999        | Bailamos Greatest Hits - первый сборник - дата выпуска: начало 1999 - формат: CD                                         | - золотой диск в США                                                                               |              |
| 1999        | The Best Hits - второй сборник - дата выпуска: конец 1999 - формат: CD                                                   | - золотой диск в США                                                                               |              |
| 2008        | 95/08 Exitos - третий сборник (только испаноязычные песни) - дата выпуска: 25 мая 2008 - формат: CD, цифровое скачивание | - платиновый в США - платиновый в России - золотой диск в Мексике                                  |              |
| 2008        | Greatest Hits’08 - первый сборник англоязычных хитов - дата выпуска: 11 ноября 2008 - формат: CD, цифровое скачивание    | - дважды платиновый в Ирландии - платиновый в США - золотой диск в Бельгии - золотой диск в России |              |

## Мини-альбомы
- Bailamos

## Синглы

### На испанском языке
| Год  | Название                    | Альбом                         |
| ---- | --------------------------- | ------------------------------ |
| 1995 | «Si Tú Te Vas»              | Enrique Iglesias               |
| 1996 | «Experiencia Religiosa»     | Enrique Iglesias               |
| 1996 | «Por Amarte»                | Enrique Iglesias               |
| 1996 | «No Llores Por Mí»          | Enrique Iglesias               |
| 1996 | «Trapecista»                | Enrique Iglesias               |
| 1997 | «Enamorado Por Primera Vez» | Vivir                          |
| 1997 | «Sólo En Ti»                | Vivir                          |
| 1997 | «Al Despertar»              | Vivir                          |
| 1997 | «Lluvia Cae»                | Vivir                          |
| 1997 | «Miente»                    | Vivir                          |
| 1997 | «Revolución»                | Vivir                          |
| 1998 | «Esperanza»                 | Cosas del Amor                 |
| 1998 | «Nunca Te Olvidaré»         | Cosas del Amor                 |
| 2002 | «Mentiroso»                 | Quizás                         |
| 2002 | «La Chica de Ayer»          | Quizás                         |
| 2003 | «Quizás»                    | Quizás                         |
| 2003 | «Para Qué La Vida»          | Quizás                         |
| 2008 | «¿Dónde Están Corazón?»     | Enrique Iglesias: 95/08 Exitos |
| 2008 | «Lloro Por Ti»              | Enrique Iglesias: 95/08 Exitos |
| 2010 | «Cuando Me Enamoro»         | Euphoria                       |
| 2010 | «No Me Digas Que No»        | Euphoria                       |

### На английском языке
| Год                              | Название                                                | Альбом        |
| -------------------------------- | ------------------------------------------------------- | ------------- |
| 1999                             | «Bailamos»                                              | Enrique       |
| 1999                             | «Rhythm Divine/Ritmo Total»                             | Enrique       |
| 2000                             | «Be With You/Sólo Me Importas Tú»                       | Enrique       |
| 2000                             | «Sad Eyes/Más Es Amar»                                  | Enrique       |
| 2000                             | «Could I Have This Kiss Forever» (дуэт с Уитни Хьюстон) | Enrique       |
| 2001                             | «Hero/Héroe»                                            | Escape        |
| 2002                             | «Escape/Escapar»                                        | Escape        |
| 2002                             | «Don't Turn Off The Lights»                             | Escape        |
| 2002                             | «Love to See You Cry»                                   | Escape        |
| 2002                             | «Maybe»                                                 | Escape        |
| 2002                             | «To Love A Woman» (дуэт с Лайонелем Ричи)               | Escape        |
| 2003                             | «Addicted»                                              | 7             |
| 2004                             | «Not In Love/No Es Amor» (дуэт с Келис)                 | 7             |
| 2007                             | «Do You Know?»                                          | Insomniac     |
| 2007                             | «Somebody's Me»                                         | Insomniac     |
| 2007                             | «Tired of Being Sorry»                                  | Insomniac     |
| 2008                             | «Push» (при участии Лила Уейна)                         | Insomniac     |
| 2008                             | «Can You Hear Me»                                       | Insomniac     |
| 2008                             | «Away» (дуэт с Шоном Гарреттом)                         | Greatest Hits |
| 2009                             | «Takin' Back My Love» (дуэт с Сиарой)                   | Greatest Hits |
| 2010                             | «I Like It»                                             | Euphoria      |
| 2010                             | «Heartbeat» (дуэт с Николь Шерзингер)                   | Euphoria      |
| «Tonight» (при участии Ludacris) |                                                         |               |

## Видеоклипы

### На испанском языке
| Год  | Название                                                         | Режиссёр            | Альбом           |
| ---- | ---------------------------------------------------------------- | ------------------- | ---------------- |
| 1995 | «Si Tú Te Vas»                                                   | Джон Смелл          | Enrique Iglesias |
| 1995 | «Experiencia Religiosa»                                          | Джон Смелл          | Enrique Iglesias |
| 1996 | «Trapecista»                                                     | Джон Смелл          | Enrique Iglesias |
| 1997 | «Enamorado Por Primera Vez»                                      | Джейн Симпсон       | Vivir            |
| 1997 | «Solo En Ti»                                                     | Фернан Мартинес     | Vivir            |
| 1998 | «Esperanza»                                                      | Жауме Кольет-Серра  | Cosas del Amor   |
| 1998 | «Nunca Te Olvidaré»                                              | Гильермо дель Боске | Cosas del Amor   |
| 2002 | «Quizás»                                                         | Симон Бренд         | Quizás           |
| 2002 | «Mentiroso»                                                      | Симон Бренд         | Quizás           |
| 2003 | «Para Qué La Vida»                                               | Симон Бренд         | Quizás           |
| 2008 | «¿Dónde Están Corazón?»                                          | Пол Минор           | 95/08 Éxitos     |
| 2008 | «Lloro Por Ti»                                                   | Пол Минор           | 95/08 Éxitos     |
| 2009 | «Gracias a Tí (Remix)» (как приглашённый гость к Wisin & Yandel) | Джесси Терреро      | Evolution        |
| 2010 | «Cuando Me Enamoro» (дуэт с Хуаном Луисом Геррой)                | Джесси Терреро      | Euphoria         |